# NGC 4121
NGC 4121 (другие обозначения — MCG 11-15-26, ZWG 315.18, NPM1G +65.0080, PGC 38508) — линзовидная галактика в созвездии Дракона. Открыта Генрихом Луи Д'Арре в 1866 году.
В 2018 году наблюдалась возможная вспышка сверхновой в галактике. Распределение яркости в галактике в большей её части хорошо моделируется законом Серсика, но во внешних частях оно становится близким к экспоненциальному. Составляет пару с NGC 4125, угловое расстояние между которыми составляет 3,6 минуты дуги, а их лучевые скорости отличаются менее чем на 60 км/с.
Этот объект входит в число перечисленных в оригинальной редакции «Нового общего каталога».
Галактика NGC 4121 входит в состав группы галактик NGC 4125. Помимо NGC 4121 в группу также входят ещё 13 галактик.